# Ewenken

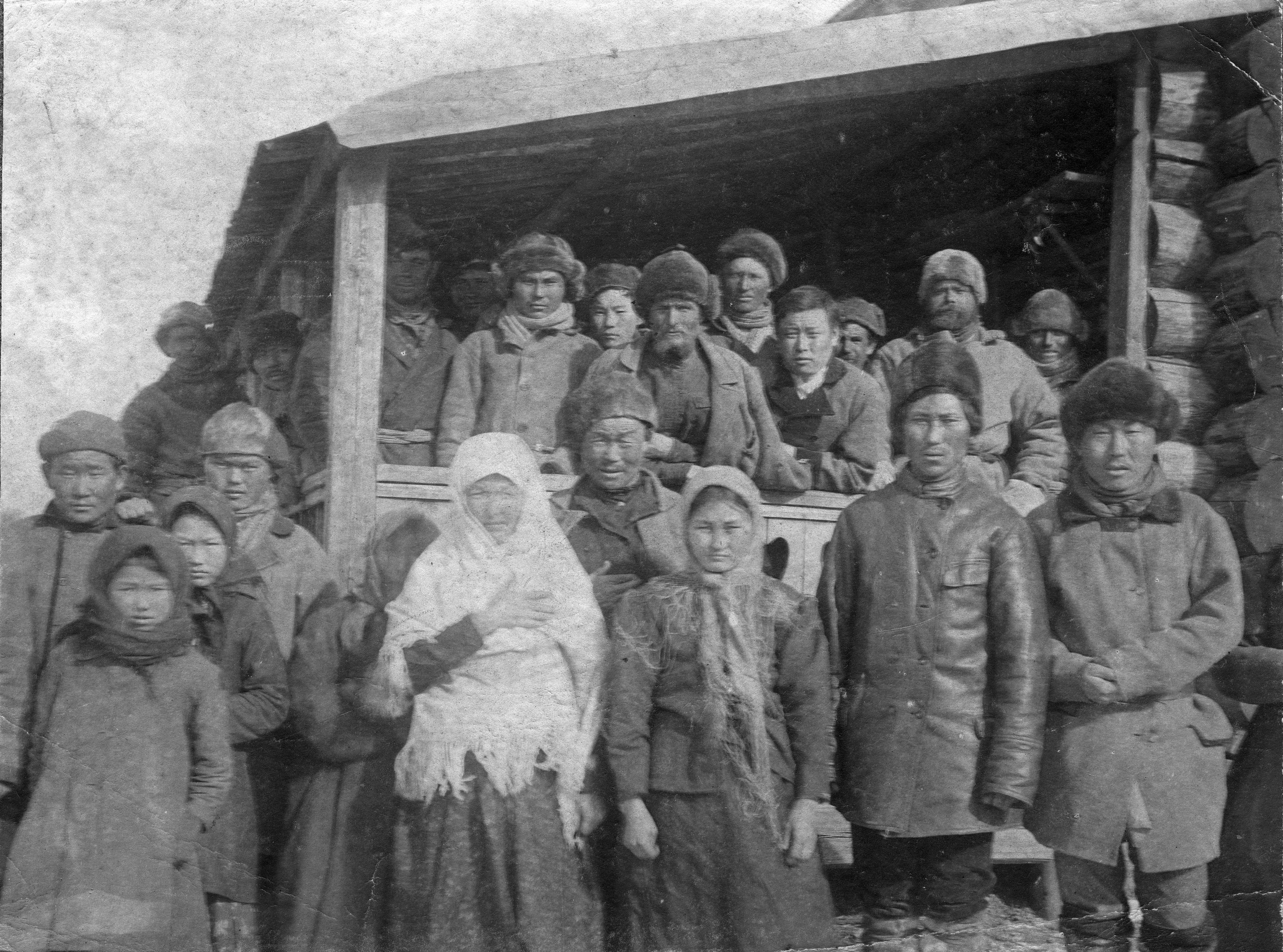
Ewenken (um 1900)

Die Ewenken (auch Evenki, alte Bezeichnung Tungusen) sind ein aus zahlreichen regionalen Gruppen und Clans bestehendes indigenes Volk Nordasiens. Ewenkische Gruppen leben über ein Gebiet verstreut, das größer ist als Europa. Außer in der Mehrheit der Regionen Sibiriens gibt es Ewenken in der Mongolei und in der Volksrepublik China (Rentier-Ewenken, Solonen, Bargu-Ewenken). Die Ewenken sind nicht zu verwechseln mit den ebenfalls in Nordostasien siedelnden Ewenen.

## Ewenkische Sprache
Die ewenkische Sprache gehört zu den tungusischen Sprachen. Für die Ewenken Russlands gibt es seit Ende der 1920er Jahre eine Standard-Schriftsprache. Sie basiert heute auf kyrillischer Schrift. Viele Ewenken Russlands sprechen inzwischen hauptsächlich Russisch, Jakutisch oder Burjatisch. 1979 konnten nur noch weniger als die Hälfte der Ewenken Russlands fließend Ewenkisch sprechen. Unter den Ewenken Chinas ist als Zweit- und Drittsprache das Mongolische und Chinesische verbreitet.

## Wirtschaftsformen

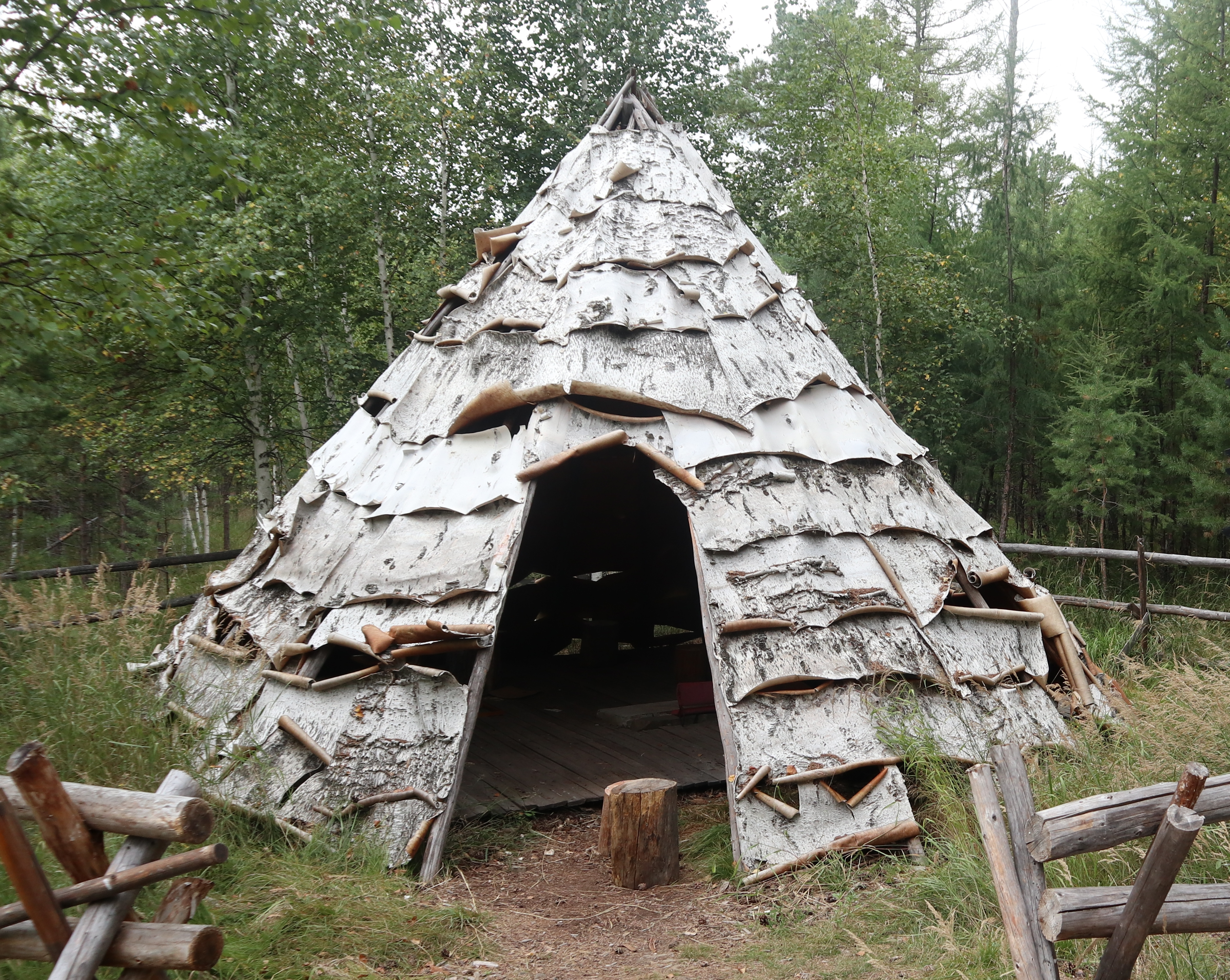
Birkenrinden-Zelt der Ewenken, ähnlich dem Tschum Westsibiriens

Teile der Ewenken betrieben nomadische Rentierzucht, Jagd, Fischfang. Im 20. Jahrhundert wurden die Ewenken in Russland sesshaft gemacht. Ein Teil konnte auf Staatsgütern (Sowchosen) traditionelle Beschäftigungen weiterführen. Andere Gruppen der Ewenken wie die Pferde-Ewenken und die Solonen Chinas betreiben bis heute überwiegend nomadische Viehzucht. Arbeitslosigkeit und soziale Probleme prägen heute den Alltag der meisten Ewenken Russlands. Einige arbeiten in der sibirischen Öl- und Minenindustrie.

## Religion

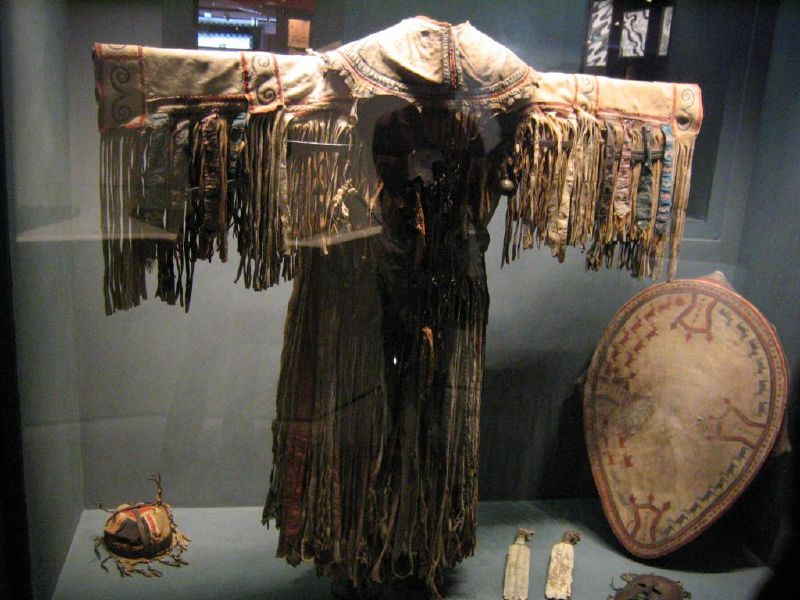
Ewenkisches Schamanenkostüm

Die ethnische Religion der Ewenken ist animistisch („Beseeltheit aller Naturerscheinungen“) und stark vom Schamanentum und der altsibirischen Kosmologie geprägt. Sie gab den unterschiedlichen Schamanismus-Konzepten westlicher Autoren seinen Namen. Das ewenkische Schamanentum galt in der Forschung als klassische, typische Form, die dann (uneinheitlich und zum Teil sehr weitreichend und konträr) auf andere Völker übertragen wurde. Der Begriff „schaman/chaman/saman“ stammt aus dem Ewenkischen.
Männliche und weibliche Schamanen waren üblich. Die Initiation erfolgte in drei Stufen. Typisch für das Kostüm des Schamanen waren große Geweihkronen und ein Brustharnisch, der den mythischen Vogel als Schamanenhelfer symbolisiert, dazu schmiedeeiserne Gehänge mit vielen Vogelfiguren („eiserner Schamanismus“). Zur Ausrüstung für die oft mehrere Stunden dauernden schamanischen Sitzungen gehörte ferner eine Schamanentrommel. In der ewenkischen Vorstellung führte die sogenannte „Jenseitsreise“ mit speziellen Tieren (Adler, Ren, Bär), die als Hilfsgeister dienen, zum Kontakt zu den drei Weltgöttern.
Im 19. Jahrhundert wurden Teile der Ewenken christlich missioniert. Dabei übernahmen sie bestimmte russisch-orthodoxe Elemente (Heirat, Taufe, Begräbnisformen) in ihre Kultur. Andere Teile der Ewenken wurden vom tibetischen Buddhismus mongolischer Prägung beeinflusst. Ein Teil der Ewenken hat als Folge der sowjetischen Modernisierung die religiösen Traditionen aufgegeben.

## Politik
In der Sowjetunion wurden ursprünglich nomadische Völker in den späten 1920er-Jahren gezwungen, sesshaft zu werden.
In Russland sind die Ewenken der Gruppe der indigenen Völker des russischen Nordens, Sibiriens und des russischen Fernen Ostens zugeordnet, die im Dachverband RAIPON organisiert sind. Mit dessen Mitgliedsverband im Autonomen Kreis der Ewenken »Arun« (Арун) existiert in Russland eine dezidierte ewenkische Selbstorganisation mit Sitz in Tura, die allerdings nur in dieser Region tätig ist. In den anderen Regionen (u. a. Jakutien, Burjatien, Sachalin) werden die Ewenken durch regionale Ureinwohnervereinigungen vertreten, die auf territorialer Grundlage jeweils alle indigenen Ethnien einer Region vereinen.

## Bevölkerungszahlen, Verbreitungsgebiete

### Russische Föderation
Laut Volkszählung lebten 2002 in Russland 35.527 Ewenken.
| Verwaltungseinheit          | Ewenken |
| --------------------------- | ------- |
| Republik Sacha (Jakutien)   | 18.232  |
| Region Krasnojarsk          | 4.632   |
| Autonomer Kreis der Ewenken | 3.802   |
| Region Chabarowsk           | 4.533   |
| Oblast Amur                 | 1.501   |
| Oblast Sachalin             | 243     |
| Burjatien                   | 2.334   |
| Oblast Irkutsk              | 1.431   |
| Region Transbaikalien       | 1.492   |
| Oblast Tomsk                | 103     |
| Oblast Tjumen               | 109     |

### Mongolei
Im Staat Mongolei gibt es einige tausend Ewenken, die weitgehend mongolisch assimiliert sind.

### China
In der Volksrepublik China leben laut letzter Volkszählung (2010) 30.960 Ewenken, davon etwa 200 Rentier-Ewenken. Die Mehrheit wird von den sogenannten „solonischen“ und den Bargu-Ewenken gestellt. Im Jahre 1990 waren 88,8 % der Ewenken Chinas im Autonomen Gebiet Innere Mongolei und 9,77 % in der Provinz Heilongjiang ansässig. Einige ewenkische Stämme wurden Anfang der 1950er Jahre auf eigenen Wunsch zu einer eigenständigen Nationalität, den Oroqen vereinigt.
Im Verwaltungsgebiet der bezirksfreien Stadt Hulun Buir, im äußersten Nordosten der Inneren Mongolei gibt es folgende administrative Gliederungen der Ewenken:
- Autonomes Banner der Ewenken;
- Ewenkische Nationalitätengemeinde Samagir: 2596 km², 8.722 Einwohner, davon 321 Ewenken; gehört zur kreisfreien Stadt Zalantun;
- Ewenkische Nationalitätengemeinde Olguya (敖魯古雅鄂溫克民族鄉): 1.096 km², 498 Einwohner, davon 219 Ewenken; gehört zur kreisfreien Stadt Genhe;
- Daurische und Ewenkische Nationalitätengemeinde Yinhe (音河達斡爾鄂溫克民族鄉): 558 km², 12.575 Einwohner, davon 1.051 Daur und Ewenken; gehört zum Arun-Banner;
- Ewenkische Nationalitätengemeinde Chabaqi (查巴奇鄂溫克民族鄉): 726 km², 13.196 Einwohner, davon 687 Ewenken; gehört zum Arun-Banner;
- Ewenkische Nationalitätengemeinde Deliqir (德力其爾鄂溫克民族鄉): 340 km², 12.474 Einwohner, davon 156 Ewenken; gehört zum Arun-Banner;
- Ewenkischer Nationalitäten-Sum (鄂溫克民族蘇木): 6.037 km², 2.470 Einwohner, davon 1.589 Ewenken; gehört zum Alten Bargu-Banner;
- Ewenkische Nationalitätengemeinde Dular (杜拉爾鄂溫克民族鄉): 529 km², 7.039 Einwohner, davon 616 Ewenken; gehört zum Autonomen Banner Morin Dawa der Daur;
- Ewenkische Nationalitätengemeinde Bayan (巴彥鄂溫克民族鄉): 1.500 km², 13.499 Einwohner, davon 1.260 Ewenken; gehört zum Autonomen Banner Morin Dawa der Daur.

Im Verwaltungsgebiet der Stadt Qiqihar, im Nordwesten der Provinz Heilongjiang gibt es folgende administrative Gliederung der Ewenken:
- Gemeinde Xingwang der Ewenken (興旺鄂溫克族鄉): 174,7 km², 12.618 Einwohner, davon 594 Ewenken; gehört zur kreisfreien Stadt Nehe.

#### Verbreitung auf Provinzebene nach den Daten des Zensus 2010 (Stichtag 1. November 2010)
| Gebiet              | Zahl   | Anteil   |
| ------------------- | ------ | -------- |
| Volksrepublik China | 30.960 | 100,00 % |
| Innere Mongolei     | 26.139 | 084,43 % |
| Heilongjiang        | 02.648 | 08,55 %  |
| Liaoning            | 0 448  | 01,45 %  |
| Peking              | 0 433  | 01,40 %  |
| Shandong            | 0 220  | 00,71 %  |
| Hebei               | 0 172  | 00,56 %  |
| Tianjin             | 0 130  | 00,42 %  |
| Jilin               | 0 104  | 00,34 %  |
| Guangdong           | 0 92   | 00,30 %  |
| VBA                 | 0 85   | 00,275 % |
| Shanghai            | 0 63   | 00,20 %  |
| Jiangsu             | 0 49   | 00,16 %  |
| Guangxi             | 0 46   | 00,15 %  |
| Zhejiang            | 0 40   | 00,13 %  |
| Sichuan             | 0 30   | 00,10 %  |
| Shanxi              | 0 26   | 00,08 %  |
| Xinjiang            | 0 26   | 00,08 %  |
| Chongqing           | 0 25   | 00,08 %  |
| Hubei               | 0 24   | 00,08 %  |
| Shaanxi             | 0 24   | 00,08 %  |
| Henan               | 0 23   | 00,07 %  |
| Yunnan              | 0 23   | 00,07 %  |
| Jiangxi             | 0 19   | 00,06 %  |
| Fujian              | 0 16   | 00,05 %  |
| Hainan              | 0 14   | 00,05 %  |
| Gansu               | 0 13   | 00,04 %  |
| Anhui               | 0 11   | 00,04 %  |
| Ningxia             | 0 7    | 00,02 %  |
| Qinghai             | 0 5    | 00,02 %  |
| Hunan               | 0 4    | 00,01 %  |
| Guizhou             | 0 1    | 00,003 % |
| Tibet               | 0      | 00,00 %  |

#### Verbreitungsgebiete auf Kreisebene (Zensus 2000)
Es wurden nur Werte über 0,40 % berücksichtigt.
| übergeordnete Provinzebene | übergeordnete Bezirksebene | Banner, Stadt, Kreis, Stadtbezirk    | Anzahl der Ewenken | % aller Ewenken Chinas |
| -------------------------- | -------------------------- | ------------------------------------ | ------------------ | ---------------------- |
| AG Innere Mongolei         | Stadt Hulun Buir           | Autonomes Banner der Ewenken         | 9.733              | 31,91 %                |
| AG Innere Mongolei         | Stadt Hulun Buir           | Autonomes Banner Morin Dawa der Daur | 5.126              | 16,8 %                 |
| AG Innere Mongolei         | Stadt Hulun Buir           | Oroqenisches Autonomes Banner        | 3.155              | 10,34 %                |
| AG Innere Mongolei         | Stadt Hulun Buir           | Arun-Banner                          | 2.144              | 7,03 %                 |
| AG Innere Mongolei         | Stadt Hulun Buir           | Altes Bargu-Banner                   | 1.906              | 6,25 %                 |
| AG Innere Mongolei         | Stadt Hulun Buir           | Stadt Zalantun                       | 1.201              | 3,94 %                 |
| AG Innere Mongolei         | Stadt Hulun Buir           | Stadtbezirk Hailar                   | 971                | 3,18 %                 |
| Provinz Heilongjiang       | Stadt Qiqihar              | Stadt Nehe                           | 778                | 2,55 %                 |
| Provinz Heilongjiang       | Stadt Heihe                | Kreis Nenjiang                       | 678                | 2,22 %                 |
| AG Innere Mongolei         | Stadt Hulun Buir           | Stadt Yakeshi                        | 405                | 1,33 %                 |
| AG Innere Mongolei         | Stadt Hulun Buir           | Stadt Genhe                          | 369                | 1,21 %                 |
| AG Innere Mongolei         | Stadt Hohhot               | Stadtbezirk Saihan                   | 158                | 0,52 %                 |
| AG Innere Mongolei         | Stadt Hulun Buir           | Stadt Manjur                         | 141                | 0,46 %                 |
| Provinz Heilongjiang       | Stadt Qiqihar              | Stadtbezirk Meilisi der Daur         | 135                | 0,44 %                 |
| Provinz Heilongjiang       | RB Großes Hinggan-Gebirge  | Jiagedaqi                            | 129                | 0,42 %                 |
| AG Innere Mongolei         | Stadt Hohhot               | Stadtbezirk Xincheng                 | 128                | 0,42 %                 |

## Film
- Die Ewenken in Sibirien. Dokumentarfilm, Deutschland, 2012, 43 Min., Buch und Regie: Kristian Kähler, Produktion: fernsehbüro, Saarländischer Rundfunk, arte, Reihe: Vergessene Völker, Erstsendung: 20. Februar 2013 bei arte, Inhaltsangabe von ARD.
- Der Junge und der Wolf. Spielfilm, Frankreich 2009-2010; 100 Min., mit Nicolas Brioudes, Pom Klementieff und Min Man Ma in den Hauptrollen.